# Football League Cup 1961-1962
La English Football League Cup 1961-1962 è stata la 2ª edizione del terzo torneo calcistico più importante del calcio inglese. La manifestazione, ebbe inizio l'11 settembre 1961 e si concluse il 1 maggio 1962.
Il trofeo fu vinto a sorpresa da un club di Second Division, il Norwich City, che nella doppia finale si impose con il punteggio complessivo di 4-0 su un'altra outsider, il Rochdale, militante addirittura in Fourth Division.

## Formula
La Football League Cup era riservata alle 92 squadre della Football League. Il torneo era composto da scontri ad eliminazione diretta fino ai quarti di finale, le semifinali e la finale prevedevano invece due match, dove la squadra con il miglior risultato combinato accedeva all'atto conclusivo. Se uno scontro terminava in parità, la sfida veniva ripetuta a campi invertiti fino a quando una delle due contendenti non otteneva la vittoria, mentre in finale, se l'aggregato delle due gare risultava pari, si rigiocava in campo neutro finché non c'era una vincitrice. In caso di pareggio, anche nel replay, si faceva ricorso ai tempi supplementari.
|                              | Squadre che entrano in questo turno | Squadre qualificate dal turno precedente    |
| ---------------------------- | --- | ------------------------------------------- |
| Primo turno (80 squadre)     | - 24 squadre dalla Fourth Division - 24 squadre dalla Third Division - 20 squadra dalla Second Division - 12 squadre dalla First Division |                                             |
| Secondo turno (42 squadre)   | - 2 byes | - 40 squadre vincitrici del primo turno     |
| Terzo turno (20 squadre)     | | - 20 squadre vincitrici del secondo turno   |
| Quarto turno (6 squadre)     | - 1 bye | - 10 squadre vincitrici del terzo turno     |
| Quarti di finale (8 squadre) | - 5 byes | - 3 squadre vincitrici del quarto turno     |
| Semifinali (4 squadre)       | | - 4 squadre vincitrici dei quarti di finale |
| Finale (2 squadre)           | | - 2 squadre vincitrici delle semifinali     |

## Primo turno
| Squadra 1         | Risultato | Squadra 2          |
| ----------------- | --------- | ------------------ |
| 11 settembre 1961 |           |                    |
| Bristol Rovers    | 2 - 1     | Hartlepool Utd     |
| Darlington        | 0 - 1     | Rotherham Utd      |
| Hull City         | 4 - 2     | Bradford PA        |
| Ipswich Town      | 4 - 2     | Manchester City    |
| Mansfield Town    | 5 - 2     | Exeter City        |
| Newport County    | 0 - 0     | Shrewsbury Town    |
| Nottingham Forest | 4 - 1     | Gillingham         |
| Peterborough Utd  | 1 - 3     | Blackburn          |
| Stockport County  | 0 - 1     | Leyton Orient      |
| Watford           | 3 - 0     | Halifax Town       |
| West Ham Utd      | 3 - 2     | Plymouth           |
| 12 settembre 1961 |           |                    |
| Bury              | 5 - 1     | Brighton           |
| Carlisle Utd      | 1 - 1     | Huddersfield Town  |
| Oldham Athletic   | 1 - 2     | Charlton           |
| 13 settembre 1961 |           |                    |
| Barnsley          | 3 - 2     | Southport          |
| Barrow            | 0 - 2     | Portsmouth         |
| Birmingham City   | 1 - 1     | Swindon Town       |
| Blackpool         | 2 - 1     | Port Vale          |
| Bolton            | 1 - 1     | Sunderland         |
| Bournemouth       | 2 - 2     | Torquay Utd        |
| Bradford City     | 3 - 4     | Aston Villa        |
| Cardiff City      | 2 - 0     | Wrexham            |
| Chesterfield      | 2 - 3     | Norwich City       |
| Colchester Utd    | 1 - 2     | Crewe Alexandra    |
| Doncaster         | 3 - 2     | Grimsby Town       |
| Fulham            | 1 - 1     | Sheffield Utd      |
| Leeds Utd         | 4 - 1     | Brentford          |
| Lincoln City      | 1 - 0     | Accrington Stanley |
| Luton Town        | 2 - 1     | Northampton Town   |
| Millwall          | 1 - 2     | Walsall            |
| Newcastle Utd     | 2 - 0     | Scunthorpe Utd     |
| Preston N.E.      | 3 - 1     | Aldershot          |
| QPR               | 5 - 2     | Crystal Palace     |
| Reading           | 4 - 2     | Chester City       |
| Southampton       | 0 - 0     | Rochdale           |
| Southend Utd      | 0 - 1     | Stoke City         |
| Tranmere          | 3 - 6     | Middlesbrough      |
| Workington        | 3 - 0     | Coventry City      |
| York City         | 3 - 0     | Bristol City       |
| 14 settembre 1961 |           |                    |
| Notts County      | 2 - 2     | Derby County       |

### Replay
| Squadra 1         | Risultato | Squadra 2       |
| ----------------- | --------- | --------------- |
| 25 settembre 1961 |           |                 |
| Huddersfield Town | 3 - 0     | Carlisle Utd    |
| Sheffield Utd     | 4 - 0     | Fulham          |
| Sunderland        | 1 - 0     | Bolton          |
| Swindon Town      | 2 - 0     | Birmingham City |
| Torquay Utd       | 0 - 1     | Bournemouth     |
| 27 settembre 1961 |           |                 |
| Derby County      | 3 - 2     | Notts County    |
| Rochdale          | 2 - 1     | Southampton     |
| 28 settembre 1961 |           |                 |
| Shrewsbury Town   | 3 - 1     | Newport County  |

### Bye
Leicester City
 Swansea Town

## Secondo turno
| Squadra 1       | Risultato | Squadra 2         |
| --------------- | --------- | ----------------- |
| 2 ottobre 1961  |           |                   |
| Bristol Rovers  | 1 - 1     | Blackburn         |
| Sheffield Utd   | 2 - 2     | Newcastle Utd     |
| 3 ottobre 1961  |           |                   |
| Bury            | 3 - 4     | Hull City         |
| Swansea Town    | 3 - 3     | Ipswich Town      |
| 4 ottobre 1961  |           |                   |
| Charlton        | 4 - 1     | Stoke City        |
| Leeds Utd       | 3 - 2     | Huddersfield Town |
| Leyton Orient   | 1 - 1     | Blackpool         |
| Luton Town      | 0 - 0     | Rotherham Utd     |
| Middlesbrough   | 3 - 1     | Crewe Alexandra   |
| Norwich City    | 3 - 2     | Lincoln City      |
| Portsmouth      | 1 - 1     | Derby County      |
| Rochdale        | 4 - 0     | Doncaster         |
| Sunderland      | 5 - 2     | Walsall           |
| 5 ottobre 1961  |           |                   |
| Mansfield Town  | 1 - 1     | Cardiff City      |
| 9 ottobre 1961  |           |                   |
| Barnsley        | 1 - 3     | Workington        |
| Preston N.E.    | 3 - 1     | Swindon Town      |
| Shrewsbury Town | 1 - 3     | Bournemouth       |
| West Ham Utd    | 1 - 3     | Aston Villa       |
| York City       | 2 - 1     | Leicester City    |
| 11 ottobre 1961 |           |                   |
| QPR             | 1 - 2     | Nottingham Forest |
| 16 ottobre 1961 |           |                   |
| Watford         | 3 - 1     | Reading           |

### Replay
| Squadra 1       | Risultato | Squadra 2      |
| --------------- | --------- | -------------- |
| 10 ottobre 1961 |           |                |
| Rotherham Utd   | 2 - 0     | Luton Town     |
| 11 ottobre 1961 |           |                |
| Newcastle Utd   | 0 - 2     | Sheffield Utd  |
| 16 ottobre 1961 |           |                |
| Blackburn       | 4 - 0     | Bristol Rovers |
| 23 ottobre 1961 |           |                |
| Cardiff City    | 2 - 1     | Mansfield Town |
| 24 ottobre 1961 |           |                |
| Ipswich Town    | 3 - 2     | Swansea Town   |
| 30 ottobre 1961 |           |                |
| Blackpool       | 5 - 1     | Leyton Orient  |
| 1 novembre 1961 |           |                |
| Derby County    | 2 - 4     | Portsmouth     |

## Terzo turno
| Squadra 1         | Risultato | Squadra 2     |
| ----------------- | --------- | ------------- |
| 13 novembre 1961  |           |               |
| Sheffield Utd     | 1 - 0     | Portsmouth    |
| 14 novembre 1961  |           |               |
| Nottingham Forest | 1 - 2     | Blackburn     |
| Preston N.E.      | 0 - 0     | Rotherham Utd |
| Rochdale          | 1 - 0     | Charlton      |
| 15 novembre 1961  |           |               |
| Bournemouth       | 3 - 0     | Cardiff City  |
| Norwich City      | 3 - 2     | Middlesbrough |
| Sunderland        | 2 - 1     | Hull City     |
| Workington        | 0 - 1     | Blackpool     |
| York City         | 1 - 1     | Watford       |
| 21 novembre 1961  |           |               |
| Aston Villa       | 2 - 3     | Ipswich Town  |

### Replay
| Squadra 1        | Risultato   | Squadra 2    |
| ---------------- | ----------- | ------------ |
| 21 novembre 1961 |             |              |
| Watford          | 2 - 2 (dts) | York City    |
| 28 novembre 1961 |             |              |
| Rotherham Utd    | 3 - 0       | Preston N.E. |

### Secondo replay
| Squadra 1       | Risultato | Squadra 2 |
| --------------- | --------- | --------- |
| 4 dicembre 1961 |           |           |
| York City       | 3 - 2     | Watford   |

### Bye
Leeds Utd

## Quarto turno
| Squadra 1        | Risultato | Squadra 2    |
| ---------------- | --------- | ------------ |
| 11 dicembre 1961 |           |              |
| Blackburn        | 4 - 1     | Ipswich Town |
| 12 dicembre 1961 |           |              |
| Rotherham Utd    | 1 - 1     | Leeds Utd    |
| 13 dicembre 1961 |           |              |
| York City        | 1 - 0     | Bournemouth  |

### Replay
| Squadra 1       | Risultato | Squadra 2     |
| --------------- | --------- | ------------- |
| 15 gennaio 1962 |           |               |
| Leeds Utd       | 1 - 2     | Rotherham Utd |

### Bye
Blackpool
 Norwich City
 Rochdale
 Sheffield Utd
 Sunderland

## Quarti di finale
| Squadra 1       | Risultato | Squadra 2     |
| --------------- | --------- | ------------- |
| 6 febbraio 1962 |           |               |
| Blackpool       | 0 - 0     | Sheffield Utd |
| Rotherham Utd   | 0 - 1     | Blackburn     |
| 7 febbraio 1962 |           |               |
| Rochdale        | 2 - 1     | York City     |
| Sunderland      | 1 - 4     | Norwich City  |

### Replay
| Squadra 1     | Risultato | Squadra 2 |
| ------------- | --------- | --------- |
| 27 marzo 1962 |           |           |
| Sheffield Utd | 0 - 2     | Blackpool |

## Semifinali
| Squadra 1    | Totale | Squadra 2 | Andata         | Ritorno        |
| ------------ | ------ | --------- | -------------- | -------------- |
|              |        |           | 19 marzo 1962  | 4 aprile 1962  |
| Rochdale     | 4 - 3  | Blackburn | 3 - 1          | 1 - 2          |
|              |        |           | 11 aprile 1962 | 16 aprile 1962 |
| Norwich City | 4 - 3  | Blackpool | 4 - 1          | 0 - 2          |

## Finale

### Andata
| Arbitro: | A. Holland |

|  |           |                |
|  | Marcatori | Lythgoe Punton |

| Rochdale | Norwich City |

| ROCHDALE |                 |
|          |                 |
| 1        | Ted Burgin      |
| 2        | Stanley Milburn |
| 3        | Doug Winton     |
| 4        | Norman Bodell   |
| 5        | Ray Aspden      |
| 6        | Jimmy Thompson  |
| 7        | Doug Wragg      |
| 8        | Stan Hepton     |
| 9        | Louis Bimpson   |
| 10       | Ronnie Cairns   |
| 11       | Colin Whitaker  |

| NORWICH CITY |                 |
|              |                 |
| 1            | Sandy Kennon    |
| 2            | Roy McCrohan    |
| 3            | Ron Ashman      |
| 4            | Ollie Burton    |
| 5            | Barry Butler    |
| 6            | Joe Mullett     |
| 7            | Gerry Mannion   |
| 8            | Derrick Lythgoe |
| 9            | Dick Scott      |
| 10           | Jimmy Hill      |
| 11           | Bill Punton     |

### Ritorno
| Arbitro: | R.H. Mann |

|      |           |  |
| Hill | Marcatori |  |

| Norwich City | Rochdale |

| NORWICH CITY |                 |
|              |                 |
| 1            | Sandy Kennon    |
| 2            | Roy McCrohan    |
| 3            | Ron Ashman      |
| 4            | Ollie Burton    |
| 5            | Barry Butler    |
| 6            | Joe Mullett     |
| 7            | Gerry Mannion   |
| 8            | Derrick Lythgoe |
| 9            | Dick Scott      |
| 10           | Jimmy Hill      |
| 11           | Bill Punton     |

| ROCHDALE |                 |
|          |                 |
| 1        | Ted Burgin      |
| 2        | Stanley Milburn |
| 3        | Doug Winton     |
| 4        | Norman Bodell   |
| 5        | Ray Aspden      |
| 6        | Jimmy Thompson  |
| 7        | Peter Whyke     |
| 8        | Joe Richardson  |
| 9        | Louis Bimpson   |
| 10       | Ronnie Cairns   |
| 11       | Colin Whitaker  |